# Gabriel Pierné
Gabriel Pierné, né le 16 août 1863 à Metz et mort le 17 juillet 1937 à Ploujean, est un organiste, pianiste, compositeur et chef d'orchestre français.

## Biographie

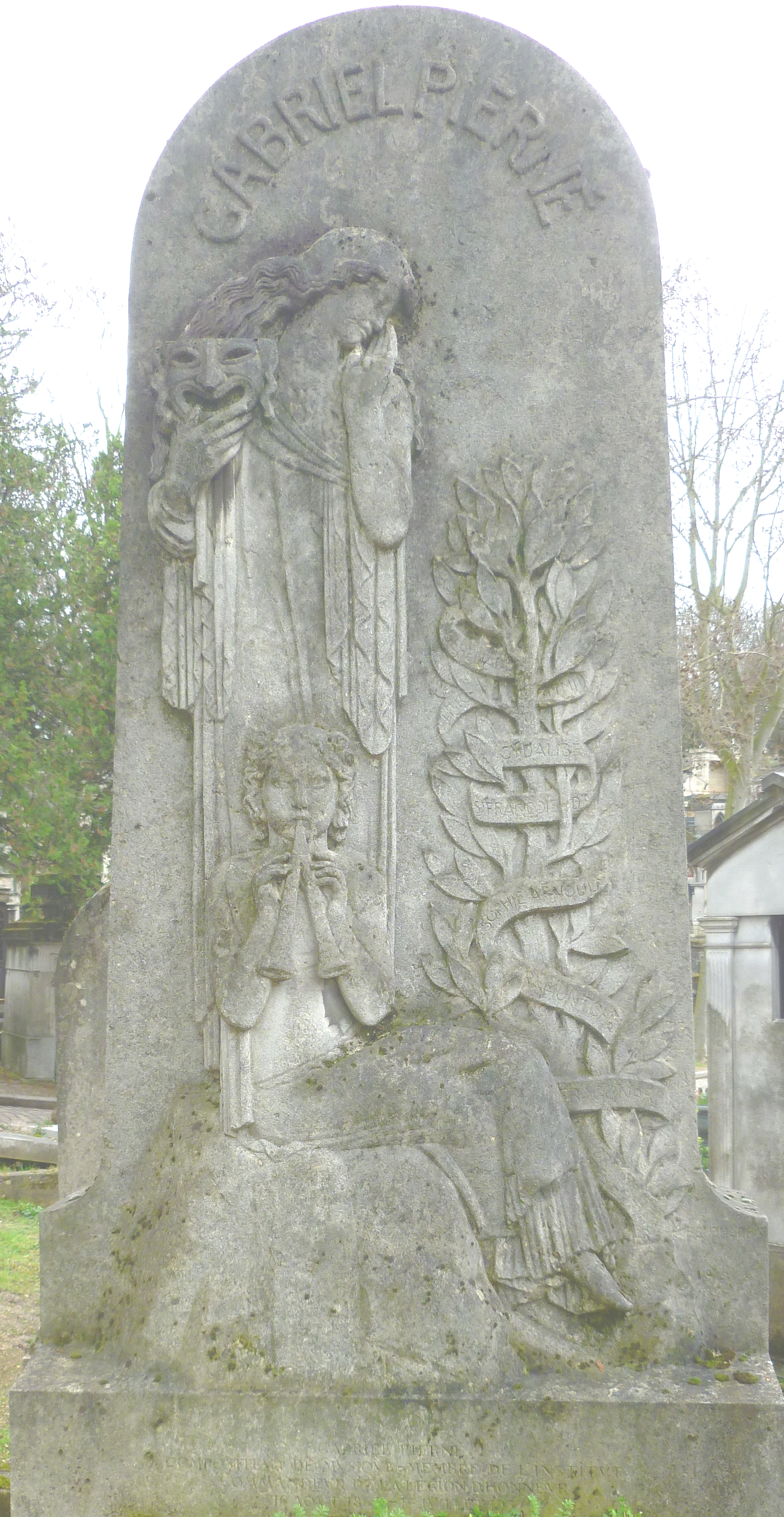
Stèle mortuaire de Gabriel Pierné, sculptée par Henri Bouchard au cimetière du Père Lachaise (division 13).

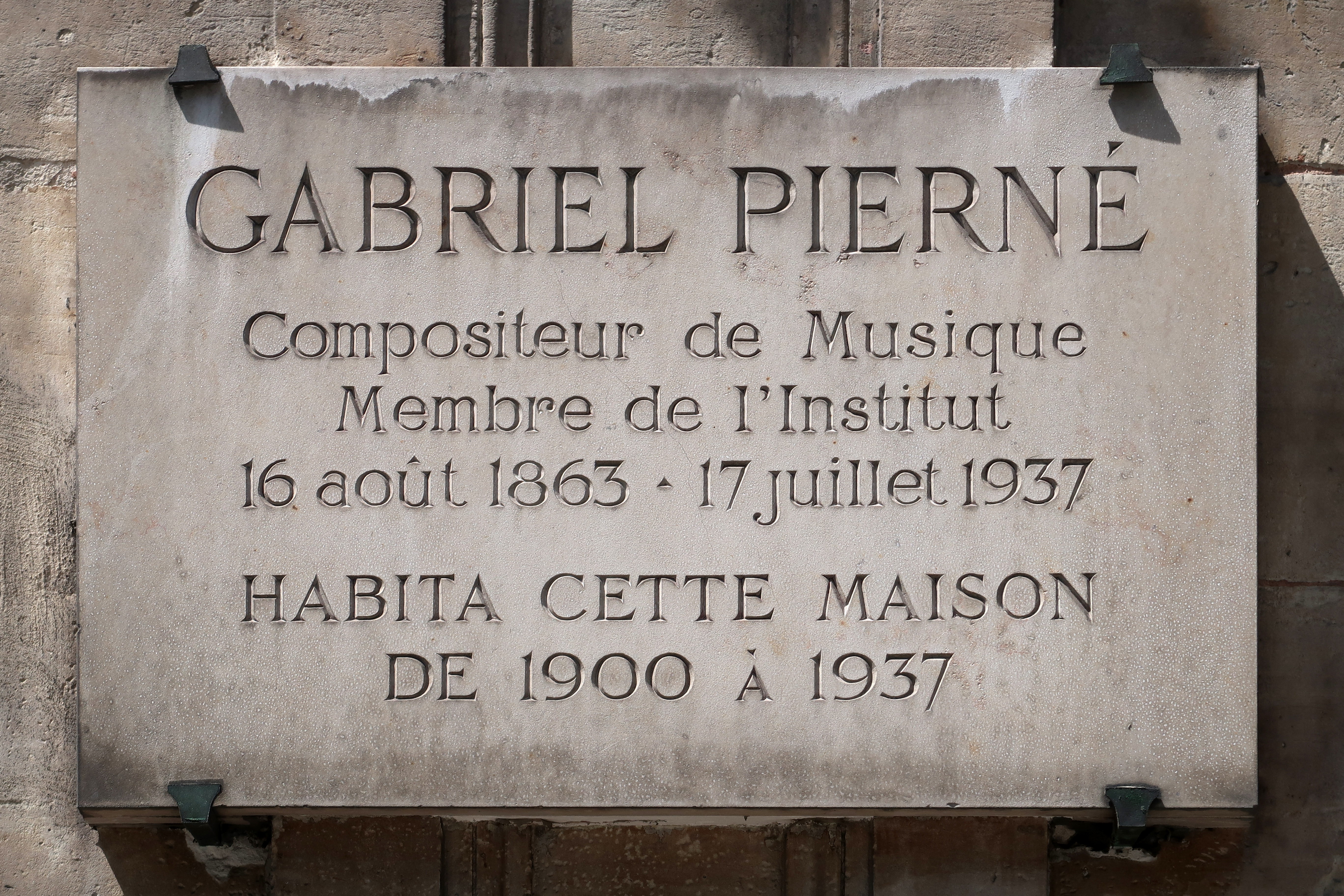
Plaque 8 rue de Tournon (Paris).

Gabriel Pierné naît à Metz en Lorraine le 16 août 1863 dans une famille de musiciens. Son père, Jean-Baptiste Pierné, est professeur de chant, sa mère est professeur de piano.
Le traité de Francfort de 1871 qui consacre la défaite française et donne Metz à l'Empire allemand amène la famille à opter pour la France et à s'installer à Paris.
Il entre au Conservatoire de Paris, où il a pour maîtres Albert Lavignac, Antoine-François Marmontel, Émile Durand, César Franck et Jules Massenet, et en 1882, il obtient, en même temps que le prix d'orgue, le Grand prix de Rome avec la cantate Édith. Au Conservatoire, il côtoie Claude Debussy avec lequel il restera toujours très lié.
À la mort de César Franck en 1890, il a vingt-sept ans. Il remplace son maître à la tribune de l’orgue de l'église Sainte-Clotilde pendant huit ans avant que Charles Tournemire ne prenne la relève en 1898.
Nommé chevalier de la Légion d'honneur en 1900, il est promu officier en 1926, puis commandeur en 1935.
La véritable carrière musicale de Pierné s'effectue à la direction d’orchestre. Il devient en 1903 adjoint d'Édouard Colonne à la tête des Concerts Colonne pour en assurer ensuite seul la direction de 1910 à 1934. Il obtient une grande célébrité comme chef d'orchestre et en profite pour imposer d'innombrables œuvres contemporaines : Claude Debussy, Maurice Ravel, Albert Roussel, Igor Stravinsky, etc. Il assure ainsi, notamment, la création de la Symphonie no 3 de Georges Enesco en 1921 ; il s'attire les foudres de son ami Camille Saint-Saëns lorsqu'il dirige la Seconde suite de Darius Milhaud. Il a également dirigé la création d'Iberia de Debussy en 1910.
Parallèlement à sa carrière de chef d'orchestre, il est aussi l'auteur d'une œuvre musicale diversifiée. En 1924, il est nommé membre de l’Académie des beaux-arts au fauteuil de Théodore Dubois.
Amoureux de la Baie de Morlaix, où il passera ses étés en famille pendant trois décennies, Gabriel Pierné s'éteint en Bretagne, à Ploujean, le 17 juillet 1937, la même année que les musiciens Charles-Marie Widor, Albert Roussel, Henri Libert, Louis Vierne et Maurice Ravel. Il est inhumé à Paris au cimetière du Père-Lachaise (division 13), sous une haute stèle de pierre sculptée par Henri Bouchard, représentant les muses Euterpe et Thalie.
Gabriel Pierné est le père du peintre figuratif Jean Pierné (1891-1974). Ce dernier fut l'élève de Luc-Olivier Merson, grand ami de la famille Pierné depuis l'arrivée de cette dernière à Paris au début des années 1870.
Le Conservatoire à rayonnement régional de Metz est nommé « Gabriel Pierné » en l’honneur du compositeur lorrain.
Une plaque commémorative lui rend hommage 8 rue de Tournon (6e arrondissement de Paris), où il vécut de 1900 à 1937. Dans le même arrondissement, un square porte son nom.

## Distinctions
- Chevalier de l'ordre de Léopold
- Chevalier de 1re classe de l'ordre de Saint-Olaf
- Commandeur de la Légion d'honneur

## Œuvre
Il aborde tous les genres avec succès : selon la légende, c’est à douze ans qu’il aurait composé sa célèbre Sérénade pour violon et piano opus 7 (en réalité, la partition daterait plutôt de 1879). Parmi ses envois de Rome, d’abord une Suite d’orchestre, opus 11, puis Les Elfes, légende dramatique en trois parties et une Ouverture symphonique, opus 10 (1885), toutes trois très appréciés par la critique, font de lui, à la fin des années 1880, l'un des nouveaux espoirs de la très influente école française.
Mais il faut rechercher le meilleur de Pierné dans sa musique de chambre. On s’intéressera d’abord à sa Sonate pour violon et piano composée en 1900 en Bretagne et surtout à son Quintette pour piano et cordes composé durant la première guerre mondiale, entre août et septembre 1917. Pour le piano, on lui doit un recueil de Quinze pièces composé à Rome et publié dès 1883, un recueil de six pièces Album pour mes petits amis, opus 14 (1887), Trois pièces formant une suite de concert, opus 40 (1903), un Trio pour violon, violoncelle et piano en do mineur, opus 45 (1920-1921), un Scherzo-Caprice en ré majeur pour piano et orchestre, opus 25 (1890).
Il compose une Pièce en sol mineur pour piano et hautbois (1883); une Canzonetta pour clarinette et piano, opus 19 (1888); un Solo de concert pour basson et piano (1898) ; une Fantaisie impromptu ; une Berceuse ; un Impromptu-caprice pour harpe, opus 9 ; une Sonate pour violon et piano, opus 36. Sa Sonata da Camera pour flûte, violoncelle et piano montre, probablement le mieux, l'originalité de ses constructions rythmiques et de l'emploi des timbres.
Il écrit aussi de nombreuses mélodies, notamment Le Petit Rentier, Les Petits Lapins (Jean Aicard, 1891), Les Trois Petits Oiseaux (Jean Richepin), ou Les Trois Poèmes de Klingsor. On retiendra enfin la Sonate pour violoncelle et piano de 1919 dont le caractère franckiste est si évident qu’on pourrait la croire écrite par Franck lui-même par certains endroits.
On lui doit aussi de belles pages pour orchestre avec ou sans soliste : Paysages franciscains ; Fantaisie basque pour violon et orchestre, dédiée à Jacques Thibaud, qui est représentée aux concerts Colonne en décembre 1927 ; la musique de scène Ramuntcho, d'après le drame de Pierre Loti (Théâtre de l'Odéon, 29 février 1908) ; le Divertissement sur un thème pastoral qu'il dédie en 1934 à « ses amis collaborateurs, les artistes des Concerts Colonne ».
Ses oratorios et le théâtre tiennent la part la plus importante de sa production. Le 8 décembre 1895 est joué aux Concerts de l'Opéra un épisode lyrique sur un livret d'Eugène Morand intitulé La Nuit de Noël 1870. En 1897, L'An Mil, poème symphonique avec chœurs; La Croisade des Enfants sur un livret de Marcel Schwob (1902) reçoit le Prix de la Ville de Paris en 1903 et Les Enfants de Bethléem, poème de Gabriel Nigond, oratorio qui est exécuté à Amsterdam le 13 avril 1907 ; Saint-François d'Assise, oratorio donné en première audition au Châtelet le 24 mars 1912.
Pour le théâtre, il écrit Le Chemin de l'amour (un acte), Don Luis (opéra en trois actes), Vendée.

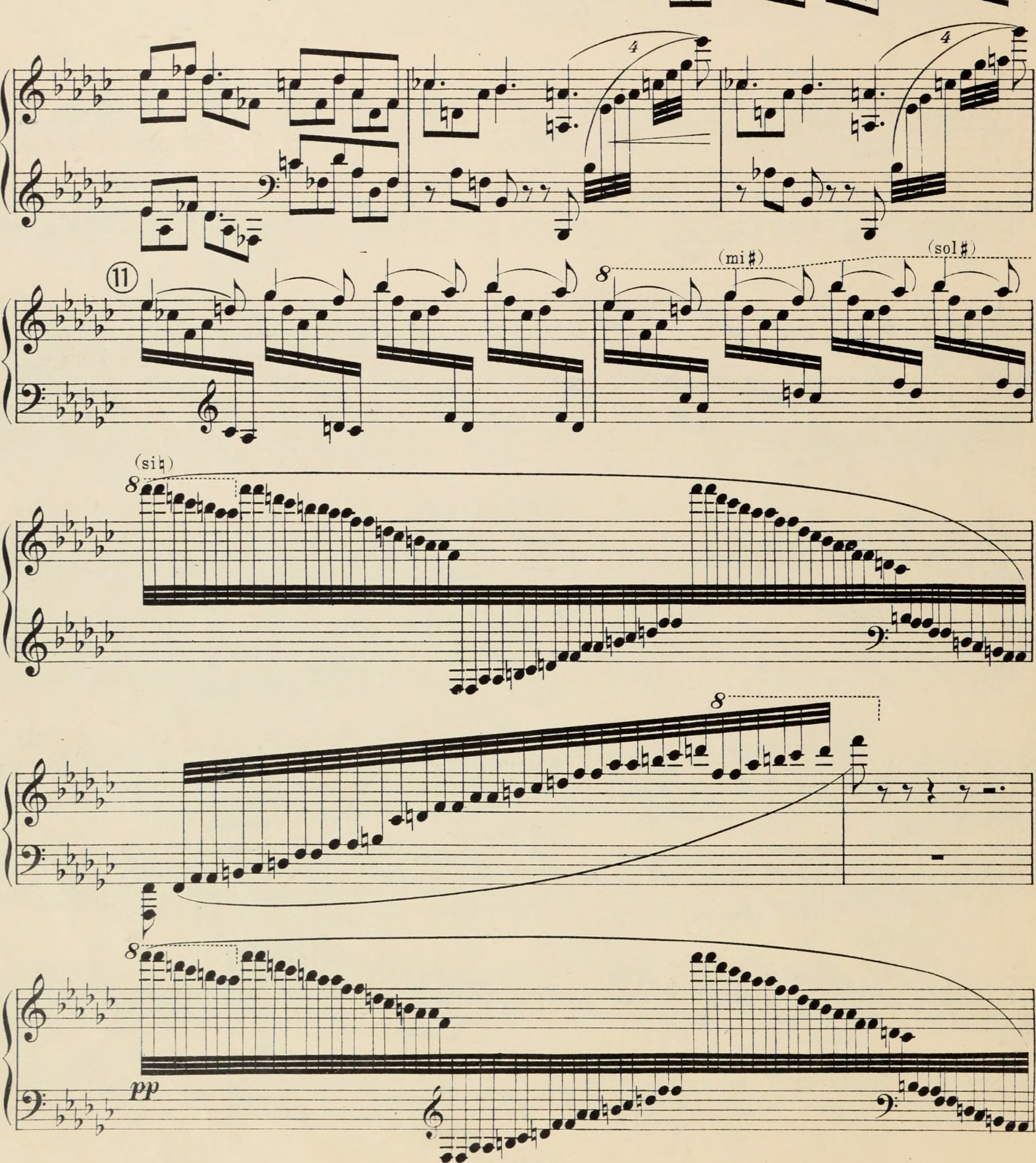
Gabriel Pierné, extrait du Concertstück pour harpe (ou piano) et orchestre op. 39 (1900)

Il compose aussi de nombreux opéras-comiques : La Fille de Tabarin (comédie lyrique en trois actes, 1901), On ne badine pas avec l’amour (comédie lyrique en trois actes, 1910), Fragonard (comédie musicale en trois actes et quatre tableaux, livret d'André Rivoire et Romain Coolus représenté au théâtre de la Porte-Saint-Martin en octobre 1934 et dirigé par Maurice Lehmann), Salomé et des musiques de scène (Ramuntcho). Il laissa aussi quelques œuvres concertantes dans un célèbre et splendide Concertstück pour harpe et orchestre (1903). Ses quelques œuvres pour orgue (Choral, Fugue, Trois pièces) et pour piano (Variations) sont d’une grande qualité d’écriture qui fait regretter que l’on ne les entende pas plus souvent en concert.
Les partitions chorégraphiques sont également importantes : Le Collier de saphirs (1891) ; Bouton d'Or (1895) ; Cydalise et le Chèvre-pied (1923), Impressions de music-hall, Images, sont restés au répertoire de l'Opéra.
Giration écrit pour un enregistrement phonographique est donné sans orchestre au théâtre des Champs-Élysées en 1934 par Serge Lifar, Mlle Kergrist et Dynalyx aux Concerts Colonne sous la direction de Paul Paray.
Tout au long de sa vie, la carrière de chef d'orchestre de Gabriel Pierné éclipsera quelque peu ses talents de compositeur auprès de ses contemporains. René Dumesnil d'écrire : « Tous ceux qui se tourneront vers les partitions de Gabriel Pierné sont sûrs d'y trouver grand profit en même temps que grand plaisir. »

## Catalogue des œuvres
L'œuvre de Gabriel Pierné a fait l'objet d'un catalogue publicitaire publié en 1901 par les éditions Leduc. Un exemplaire de ce dernier, aujourd'hui conservé à la Bibliothèque nationale de France (en provenance d'Henri Büsser, dossier Pierné), fut complété après la mort du compositeur par sa fille Annette. Bien qu'incomplet, c'est ce dernier qui a servi de base à l'établissement du présent catalogue.

### Par ordre chronologique
Concernant la période de composition, les dates en italique sont tirées des manuscrits autographes.
| Œuvre                            | Formation                                       | Opus  | Période de composition | Poème/livret                   | Première édition                                                                           | Dédicataire                           | Commentaires |
| -------------------------------- | ----------------------------------------------- | ----- | ---------------------- | ------------------------------ | ------------------------------------------------------------------------------------------ | ------------------------------------- | --- |
| Musette                          | Piano seul                                      |       | Vers 1870 ?            |                                | Inédit                                                                                     |                                       | Sans doute son œuvre la plus ancienne                                                                                               |
| Le Souhait de la violette        | Voix et piano                                   |       | 1872                   | Inconnu                        | Inédit                                                                                     | Jean-Baptiste Pierné                  | |
| Promenade                        | Voix et piano                                   |       | 22 septembre 1880      | Inconnu                        | Inédit                                                                                     |                                       | |
| Andante                          | Violon et piano                                 |       | Vers 1880              |                                | Paris, Jules Heinz, vers 1880, cotage J.H. 947(1)                                          |                                       | Deux pièces caractéristiques, no 1                                                                                                  |
| Sérénade                         | Violon et piano                                 | 7     | Vers 1880              |                                | Paris, Jules Heinz, vers 1880, cotage J.H. 947(2)                                          |                                       | Deux pièces caractéristiques, no 2                                                                                                  |
| Chanson d'avril                  | Deux voix de femmes et piano                    |       | Vers 1880              | Adrien Dézamy                  | Paris, Jules Heinz, vers 1880, cotage J. H. 952                                            | Thérèse Merson                        | Réédité chez Leduc sous le titre L'Hiver s'envole (cotage A. L. 6667)                                                               |
| Berceuse                         | Violon et piano                                 | 8     | Novembre 1880          |                                |                                                                                            |                                       | |
| À Saint-Blaise                   | Voix et piano                                   |       | Vers 1880              | Alfred de Musset               | Paris, Richault et Cie, 1883, cotage 17137. R.                                             | Hippolyte Belhomme                    | |
| Aubade                           | Voix et piano                                   |       | Vers 1880              | Inconnu                        |                                                                                            |                                       | |
| Dernier vœu                      | Voix et piano                                   |       | Vers 1880              | Augustine-Malvina Blanchecotte | Paris, Richault et Cie, 1882, cotage 16959. R.                                             | Mlle Louise Planès                    | |
| Chanson                          | Voix et piano                                   |       | Vers 1880              | Inconnu                        |                                                                                            |                                       | |
| Nouvelle chanson                 | Voix et piano                                   |       | 1881                   | Inconnu                        |                                                                                            |                                       | |
| Renaud dans les jardins d'Armide | Cantate, voix et orchestre                      |       | 4 avril [1881]         | Inconnu                        | Inédit                                                                                     |                                       | Exercice pour le Prix de Rome |
| Intermède                        | Violon et piano                                 |       | 27 avril 1881          |                                | Inédit                                                                                     |                                       | |
| Hymne                            | Chœur mixte et piano                            |       | Mai 1881               | Victor Hugo                    | Inédit                                                                                     |                                       | |
| Le Repos en Égypte               | Chœur à deux voix de femmes et piano            |       | 9 janvier 1882         | E. Tavernier                   | Paris, Richault et Cie, cotage 16797 R.                                                    | Luc-Olivier Merson                    | D'après le tableau homonyme de Luc-Olivier Merson, ami du musicien                                                                  |
| Fugue sur un thème de Gounod     | Quatre voix                                     |       | Mai 1882               |                                | Inédit                                                                                     |                                       | Pour les premières épreuves du Prix de Rome                                                                                         |
| Le Printemps                     | Chœur à deux voix de femme et orchestre         |       | Mai 1882               |                                |                                                                                            |                                       | Pour les premières épreuves du Prix de Rome                                                                                         |
|                                  | Chœur à deux voix de femmes et piano            |       | Vendredi 16 mai [1882] | Marquis de Ségur               | Paris, Leduc, 1882 ?                                                                       | À la société chorale « La Concordia » | Parution sans mention du prix de Rome                                                                                               |
| Édith                            | Cantate pour trois voix et orchestre            |       | Juin 1882              | Édouard Guinand                | Paris, Leduc, 1882, cotage A.L. 6647 (réduction chant-piano)                               | Jules Massenet                        | Pour le Prix de Rome |
| Découragement                    | Voix et piano                                   |       | 14 septembre 1882      | J. Chailley                    | Paris, Richault et Cie, 1883, cotage 17136. R                                              | Mlle Jeanne Huré                      | |
| Veni Sponsa Christi              | Chœur                                           |       | 7 octobre 1882         |                                | Inédit                                                                                     |                                       | Inachevé (deux pages d'esquisses subsistent)                                                                                        |
| Première suite pour orchestre    | Orchestre                                       | 11    | 1883-1884              |                                |                                                                                            |                                       | |
| Bonsoir                          | Voix et piano                                   |       | 29 avril 84            | Armand Silvestre               | Paris, Leduc, cotage A.L. 7744                                                             | Madame Le Vasseur                     | |
| Pièce pour hautbois              | Hautbois et piano                               | 5     | Juillet 1884           |                                |                                                                                            | Edmond Dreyfus                        | |
|                                  | Hautbois et orchestre                           | 5     | Juillet-aout 1884      |                                |                                                                                            | Edmond Dreyfus                        | |
| Ouverture symphonique            | Orchestre                                       | 10    | 1885                   |                                |                                                                                            | A.F. Gorguet                          | |
|                                  | Deux pianos                                     | (10)  | 1885                   |                                | Paris, Leduc, cotage A.L. 8215                                                             | A.F. Gorguet                          | |
| Fantaisie-impromptu              | Violon et piano                                 | 4     | 1885-1886              |                                | Paris, Leduc, 1886, cotage A.L. 7641                                                       | Achille Dien                          | |
| Provence                         | Voix et piano                                   |       | Mai 1885               | Édouard Guinand                |                                                                                            | Mlle Adèle Isaac                      | Recueil de Vingt mélodies (Paris, Leduc, 1890), no 19                                                                               |
| Fantaisie-Ballet                 | Piano et orchestre                              | 6     | 1885                   |                                |                                                                                            |                                       | |
|                                  | Deux pianos                                     | (6)   | Août-septembre 1885    |                                |                                                                                            |                                       | |
| Hymne d'amour                    | Voix et piano                                   |       | Novembre 1885          | Charles Grandmougin            |                                                                                            | Jean-Alexandre Talazac                | Recueil de Vingt mélodies (Paris, Leduc, 1890), no 11                                                                               |
| Hymne à la vierge                | Deux voix de femmes, piano et harmonium ad lib. |       | Janvier 1886           | Édouard Guinand                | Paris, Leduc, cotage A.L. 7626                                                             | Mme Pauline Roger                     | |
| Impromptu-caprice                | Harpe                                           | 9     | 1886                   |                                |                                                                                            | Mme Provinciali-Celmer                | |
|                                  | Piano                                           | 9bis  |                        |                                |                                                                                            |                                       | |
|                                  | Harpe                                           | 9ter  |                        |                                |                                                                                            |                                       | « Version de concert » |
| Concerto pour piano              | Piano et orchestre                              | 12    | Octobre-novembre 1886  |                                |                                                                                            | Mme Marie Roger-Miclos                | |
| Humoresque                       | Piano                                           | 17    | Octobre 1887           |                                | Paris, Leduc, 1888, cotage A.L. 8086                                                       | Francis Planté                        | |
| Marche Solennelle                | Orchestre d'harmonie                            | 23    | 1889                   |                                |                                                                                            |                                       | |
|                                  | Orchestre symphonique                           | 23bis | Juin 1889              |                                |                                                                                            |                                       | |
| Don Luis                         | Opéra en trois actes                            |       | 1889-1890              |                                | Inédit                                                                                     |                                       | Jamais orchestré ; manuscrit achevé le 18 avril 1890                                                                                |
| Pièce                            | Piano                                           |       | Juillet 1889           |                                | Inédit                                                                                     |                                       | « Tempo di valz » |
| Scherzo-Caprice                  | Piano et orchestre                              | 25    | 1890                   |                                |                                                                                            | Caroline de Serres                    | |
| Tes yeux bleus                   | Voix et piano                                   |       | Octobre 1891           | Lucien Solvay                  | Paris, Leduc, 1892, cotage A.L. 9022                                                       | Mme Édouard Colonne                   | |
| Les Petits lapins                | Voix et piano                                   |       | Novembre 1891          | Jean Aicard                    | Paris, Leduc, 1892, cotage A.L. 9024                                                       | Georges Cain                          | |
| Le Docteur blanc                 | Orchestre                                       |       | fin 1892 - début 1893  | Catulle Mendès                 | Paris, Choudens, 1893, cotage A.C. 9066 (réduction piano : aucun conducteur n'a été gravé) | Oscar de Logoanère                    | « Mimodrame fantastique en douze tableaux », créé le 2 avril 1893 à Paris, Théâtre des Menus-Plaisirs (direction : O. de Logoanère) |
| 1er Nocturne                     | Piano                                           | 31    | Nov. 94                |                                | Paris, Enoch & Cie, cotage E. & C. 2431                                                    |                                       | |
| Sérénade à Colombine             | Piano                                           | 32    | Nov. 94                |                                | Paris, Enoch & Cie, cotage E. & C. 2432                                                    |                                       | Titre primitif (selon l'autographe) : Sérénade d'Arlequin                                                                           |
|                                  | Orchestre                                       |       | Mai 95                 |                                | Paris, Enoch & Cie, cotage E. & C. 2864 (matériel : cotage E. & C. 2865)                   |                                       | |
| Entrée dans le style classique   | Grand orgue                                     |       | Octobre 95             |                                |                                                                                            |                                       | |
| Concours de contrebasse          | Contrebasse et violoncelle                      |       | 1896                   |                                |                                                                                            |                                       | Pièce de déchiffrage pour le concours du Conservatoire de 1896                                                                      |
| Sérénade vénitienne              | Piano                                           |       | Février 1896           |                                |                                                                                            |                                       | |
| L'An Mil                         | Chœur et orchestre                              |       | 1898                   |                                |                                                                                            |                                       | |
| Boutique japonaise               | Voix et piano                                   |       | 1899                   | Louis Gallet                   | Paris, Enoch & Cie, 1899, cotage E. & C. 4083                                              | Sans                                  | |
| Sonate pour violon               | Violon et piano                                 | 36    | 1900                   |                                |                                                                                            | Jacques Thibaud                       | Trois mouvements |
| Concertstück                     | Harpe et orchestre                              | 39    | 1901                   |                                |                                                                                            | Alphonse Hasselmans                   | |
| Saint François d'Assise          | Voix , chœur et orchestre                       |       | 1912                   |                                |                                                                                            |                                       | |
| Quintette avec piano             | Quatuor à cordes et piano                       | 41    | Août-septembre 1917    |                                | Paris, J. Hamelle, 1919, cotage J. 6963 H.                                                 | Gabriel Fauré                         | Trois mouvements |
| Variations en ut mineur          | Piano                                           | 42    |                        |                                |                                                                                            |                                       | |
| Paysages franciscains            | Orchestre                                       | 43    |                        |                                |                                                                                            | Camille Bellaigue                     | Trois pièces |
| Trio avec piano                  | Piano, violon et violoncelle                    | 45    | 1920-1921              |                                | Paris, Durand, 1922, cotage D. & F. 10131                                                  | Henri Rabaud                          | Trois mouvements |
| Sonate pour violoncelle          | Piano et violoncelle                            | 46    |                        |                                |                                                                                            | André Hekking                         | |
| Impressions de music-hall        | Orchestre                                       | 47    |                        |                                |                                                                                            |                                       | |
| Sonata da camera                 | Piano, flûte et violoncelle                     | 48    |                        |                                | Paris, Durand, 1927, cotage D. & F. 11324                                                  | À la mémoire de Louis Fleury          | Trois mouvements (Prélude, Sarabande, Finale)                                                                                       |

### Par numéro d'opus
En réalité assez peu attentif à la numérotation de ses œuvres, l'existence d'opus dans le catalogue de Pierné reste parcellaire et imparfaite (on constate notamment quelques numéros manquants : op. 1 et 2, 44 et 50 — et deux en double : op. 3 et 49), liée avant tout à l'édition progressive de ses ouvrages, notamment chez Leduc et Hamelle. C'est ainsi que la Berceuse, pourtant composée en 1880, reçu un numéro supérieur aux Quinze pièces pour piano, de trois ans postérieures. Toutefois, ce phénomène tend à s'estomper à partir des années 1890. De fait, moins d'un tiers de ses compositions reçurent un numéro, dont aucune œuvre scénique ou dramatique.
| Opus       | Œuvre                                            | Formation                                 |
| ---------- | ------------------------------------------------ | ----------------------------------------- |
| Opus 1     | Néant                                            | Néant                                     |
| Opus 2     | Néant                                            | Néant                                     |
| Opus 3     | Fugue en sol mineur                              | Grand orgue                               |
| Opus 3     | Quinze pièces                                    | Piano                                     |
| Opus 4     | Fantaisie-Impromptu                              | Violon et piano                           |
| Opus 5     | Pièce en sol mineur                              | Hautbois et piano                         |
| Opus 6     | Fantaisie-ballet                                 | Piano et orchestre                        |
| Opus 7     | Sérénade                                         | Violon et piano                           |
| Opus 8     | Berceuse                                         | Hautbois et piano                         |
| Opus 9     | Impromptu-Caprice                                | Harpe                                     |
| Opus 9bis  | Impromptu-Caprice                                | Piano                                     |
| Opus 9ter  | Impromptu-Caprice (édition de concert)           | Harpe                                     |
| Opus 10    | Ouverture symphonique                            | Orchestre                                 |
| Opus 11    | Première suite d'orchestre                       | Orchestre                                 |
| Opus 12    | Concerto en ut mineur                            | Piano et orchestre                        |
| Opus 13    | Étude de concert                                 | Piano                                     |
| Opus 14    | Album pour mes petits amis                       | Piano                                     |
| Opus 15    | Deuxième valse                                   | Piano                                     |
| Opus 16    | Caprice                                          | Violoncelle et piano                      |
| Opus 17    | Humoresque                                       | Piano                                     |
| Opus 18    | Almée (air de ballet)                            | Piano                                     |
| Opus 19    | Canzonetta                                       | Clarinette et piano                       |
| Opus 20    | Rêverie                                          | Piano                                     |
| Opus 21    | Expansion                                        | Violoncelle et piano                      |
| Opus 22    | Improvisata                                      | Piano                                     |
| Opus 23    | Marche Solennelle                                | Orchestre d'harmonie                      |
| Opus 23bis | Marche Solennelle                                | Orchestre symphonique                     |
| Opus 24    | Pantomime                                        | Piano                                     |
| Opus 25    | Scherzo-caprice                                  | Piano et orchestre                        |
| Opus 26    | Barcarolle                                       | Piano 4 mains                             |
| Opus 27    | Valse impromptu                                  | Piano 4 mains                             |
| Opus 28    | Ariette dans le style ancien                     | Piano                                     |
| Opus 28bis | Mazurka                                          | Piano                                     |
| Opus 29    | Trois pièces                                     | Grand orgue                               |
| Opus 30    | Pastorale variée                                 | Piano                                     |
| Opus 31    | Nocturne                                         | Piano                                     |
| Opus 32    | Sérénade à colombine                             | Piano                                     |
| Opus 33    | Bagatelle                                        | Piano                                     |
| Opus 34    | Sérénade vénitienne                              | Piano                                     |
| Opus 35    | Solo de concert                                  | Basson et piano                           |
| Opus 36    | Sonate pour violon et piano                      | Violon et piano                           |
| Opus 37    | Poème symphonique                                | Piano et orchestre                        |
| Opus 38    | Ballet de cour                                   | Orchestre                                 |
| Opus 39    | Concertstück                                     | Harpe et orchestre                        |
| Opus 40    | Trois pièces pour piano formant suite de concert | Piano                                     |
| Opus 41    | Quintette pour piano et cordes                   | Piano et quatuor à cordes                 |
| Opus 42    | Variations                                       | Piano                                     |
| Opus 43    | Paysages franciscains                            | Orchestre                                 |
| Opus 44    | Néant                                            | Néant                                     |
| Opus 45    | Trio avec piano                                  | Piano, violon et violoncelle              |
| Opus 46    | Sonate pour violoncelle                          | Violoncelle et piano                      |
| Opus 47    | Impressions de music-hall                        | Orchestre                                 |
| Opus 48    | Sonata da camera                                 | Flûte, violoncelle et piano               |
| Opus 49    | Divertissement sur un thème pastoral             | Orchestre                                 |
| Opus 49    | Fantaisie basque                                 | Violon et orchestre                       |
| Opus 50    | Néant                                            | Néant                                     |
| Opus 51    | Variations libres et finale                      | Flûte, violon, alto, violoncelle et harpe |
| Opus 52    | Passacaille                                      | Piano                                     |
| Opus 53    | Prélude                                          | Basson et piano                           |

## Discographie
- Sonate pour violon et piano op. 36 ; Quintette pour piano et cordes op. 41 - Jean Hubeau, piano ; Olivier Charlier, Quatuor Viotti (1983, Erato)
- Impromptu-Caprice pour harpe (1885) - voir récitals Laskine, Nordmann, Zabaleta, Drake, Roblès, Berghout, Ceysson, De Maistre…
- Voyage au Pays du Tendre, Variations libres et finale - L. Beydts, Pierre Jamet et son Quintette (1942/1933, Timpani) (OCLC 828914619)
- Concerto pour piano et orchestre - Marylène Dosse, piano ; Orchestre philharmonique de Stuttgart, dir. Matthias Kuntzsch (décembre 1976, Vox Records) (OCLC 960153588)
- Concerto pour piano et orchestre ; Bouton d'Or ; Ramuntcho - Raës/Douai/Vachey (1987, Solstice)
- Œuvre pour piano et orchestre : Concerto, Poème, Fantaisie-Ballet, Scherzo-Caprice - Coombs/BBC/Corp (2002, Hyperion)
- Concertstück pour harpe et orchestre op. 39 :
  1. Laskine/ORTF/Martinon (1970, Erato)
  2. Moretti/Südwestfunks/Arp (1992, Koch)
  3. Ceysson/Avignon-Provence/Jean (2014, Naïve)
  4. De Maistre/Rhénanie-Palatinat/Lu (2001, Claves)
- Marche des Petits soldats de plomb : 
  1. orchestre : Orch. de Paris/Jacquillat (1974, EMI)
  2. 6 harpes : Sextuor de Harpes de Paris (1989, Adda)
- Images, ballet ; Viennoise ; Paysages Franciscains ; Les Cathédrales - Orchestre des Pays de Loire/Dervaux (1978, EMI)
- Cydalise et le Chèvre-Pied, deux suites d'orchestre ; Ouverture de Ramuntcho - Orchestre de l'Opéra de Paris, dir. Jean-Baptiste Mari (9-11 juin 1976, EMI) (OCLC 658331017)
- Cydalise et le Chèvre-Pied, ballet intégral - Orchestre philharmonique du Luxembourg, dir. Shallon (2000, Timpani)
- Impressions de Music-Hall ; Fantaisie Basque ; Izéïl ; Divertissement pastoral : Philippe Koch, violon ; Orchestre philharmonique du Luxembourg, dir. Bramwell Tovey (septembre 2005, Timpani) (OCLC 85195927)
- L'An Mil ; Les Cathédrales ; Paysages Franciscains - Lionel Peintre, baryton ; Chœur Nicolas de Grigny et Orchestre national de Lorraine, dir. Jacques Mercier (novembre 2006, Timpani) (OCLC 937033369)
- Les Enfants à Bethléem, mystère (1907) - Jocelyne Charmonin, Hanna Schaer, Norah Amsellem, Raphaëlle Hazard, Daphné Kupferstein, sopranos ; Jean-Claude Orliac, ténor ; Jean-Marie Frémeau, baryton ; Paul-Emile Deiber, narrateur ; Georges Delvallée, orgue ; Orchestre philharmonique de Radio France, dir. Michel Lasserre de Rozel (10 décembre 1987, Erato) (OCLC 988337618)
- Sophie Arnould, opéra en 1 acte (1927) Ballet de cour pour orchestre - Sophie Marin-Degor, soprano (Sophie) ; Jean-Sébastien Bou, baryton (Dorval) ; Doris Lamprecht, mezzo-soprano (Babel) ; Orchestre philharmonique du Luxembourg, dir. Nicolas Chalvin (2007, Timpani) (OCLC 872623815)
- Saint François d'Assise, oratorio (1912), L'An Mil, poème symphonique (1898) - Jean Giraudeau (François), Lucien Lovano (le Lépreux), Berthe Monmart (Claire), Freda Betti (Lucia), Raymond Amade, ténor, Bernard Demigny (Léon), Choeurs de la RTF, Orchestre Radio-symphonique de Paris, René Alix, Orchestre national de la RTF, dir. Jean Fournet (enregistré en 1953 et 1964). 2 CD Solstice 2021 Diapason d'or

## Correspondances
- Cyril Bongers, Gabriel Pierné, correspondance romaine, Symétrie, Lyon, 2006  (ISBN 978-2-914373-12-8) Ensemble des lettres envoyées par Pierné à ses parents alors qu'il effectuait son séjour romain (1883-1885)
- Maurice Ravel, L'intégrale : Correspondance (1895-1937), écrits et entretiens : édition établie, présentée et annotée par Manuel Cornejo, Paris, Le Passeur Éditeur, 2018, 1769 p. (ISBN 978-2-36890-577-7 et 2-36890-577-4, BNF 45607052)Contient 15 correspondances de Maurice Ravel à Gabriel Pierné (1907-1924), 2 correspondances de Gabriel Pierné à Maurice Ravel (1924) et 2 correspondances de Gabriel Pierné sur Maurice Ravel (1921-1935)
- Claude Debussy, Correspondance 1872-1918, édition établie par François Lesure et Denis Herlin, Paris, Gallimard, 2005  (ISBN 2070772551) n 5.